# Montmain (Côte-d’Or)
Montmain település Franciaországban, Côte-d’Or megyében. Lakosainak száma 139 fő (2022. január 1.). Montmain Argilly, Villy-le-Moutier, Bagnot, Corberon és Labergement-lès-Seurre községekkel határos.

## Népesség
A település népességének változása:
| Lakosok száma | 58   | 65   | 70   | 91   | 137  | 146  | 152  | 156  | 150  | 139  |
|               | 1968 | 1982 | 1990 | 2006 | 2013 | 2015 | 2017 | 2019 | 2020 | 2022 |